# Enrique Espinoza Pinales
Enrique Espinoza Pinales (Ciudad Obregón, 8 de octubre de 1958) es un grabador y artista visual, especializado en grabado en color. Ha expuesto en distintas galerías de arte en México y La Habana, Cuba[cita requerida].

## Biografía
A fines de la década de los setenta del siglo XX finalizó los estudios de maestro normalista en la ciudad de Guanajuato. A principios de los 80 del siglo pasado realizó estudios de artes plásticas y de ciencias sociales de manera simultánea en la Universidad y la Normal Oficial Guanajuato.
En Guanajuato expuso sus primeras obras de pintura y grabado. Realizó un curso para profesionalizarse en la técnica de grabado con el maestro Alfredo Zalce en el año de 1987, maestro reconocido que  recibió el Premio Nacional de Ciencias y Artes, el más alto honor concedido a los artistas de México.
Al evocar los procesos de transformación social genera una complejidad que expresa mediante el lenguaje del grabado. En su obra gráfica  encuentra una manera muy particular de desarrollar la técnica, mediante matices de colores, texturas, basándose en la exploración de formas geométricas y elementos naturales.
Ha participado en más de 20 exposiciones colectivas de grabado y más de diez exposiciones individuales en diferentes galerías e instituciones de educación superior de México y del extranjero.
Ha sido docente de Artes Visuales del Instituto Tecnológico de Sonora (ITSON), en la carrera de Artes Plásticas de la Universidad de Sonora (UNISON), en la carrera de arquitectura de Instituto Tecnológico de Cajeme( ITESCA) y de la Universidad la Salle del Noroeste (ULSA). Fue Director de Cultura en la Administración Municipal 1997-2000 y Director Artístico-Educativo de Casa Rosalva, fue coordinador de los talleres de Artes Visuales y la Galería del ITSON hasta junio de 2016 y actualmente es Director del Museo de los Yaquis en Cocorit, Sonora.